# Nina Liu
Nina Liu (Sydney, 15 juni 1977) is een Australische actrice van Chinese afkomst.
Haar meest prominente rol was die van Cloe in The Secret Life of Us. Daarnaast speelde ze Mai Hem in Heartbreak High, Dr Annie Young in Something in the Air en verscheen ze in Shaun Micallefs Welcher & Welcher als Tia de receptioniste.
Recentelijk heeft ze rollen vertolkt in de Australische films Little Fish (2005) en The Book of Revelation (2006). Ook kwam ze voor in het docu-drama Super Comet: After the Impact die op Discovery Channel werd uitgezonden in 2007.
- Bibliothèque nationale de France: cb16169676g (data)
- Gemeinsame Normdatei: 1061653269
- International Standard Name Identifier: 0000 0000 7599 3925